# Endoufielle
Endoufielle är en kommun i departementet Gers i regionen Occitanien i sydvästra Frankrike. Kommunen ligger i kantonen L'Isle-Jourdain som tillhör arrondissementet Auch. År 2022 hade Endoufielle 516 invånare.

## Befolkningsutveckling
Antalet invånare i kommunen Endoufielle
Referens:INSEE